# Pływacz (ssaki)
Pływacz (Eschrichtius) – rodzaj ssaków z rodziny płetwalowatych (Balaenopteridae).

## Rozmieszczenie geograficzne
Rodzaj obejmuje jeden żyjący współcześnie gatunek występujący w wodach północnej części Oceanu Atlantyckiego.

## Morfologia
Długość ciała 1300–1420 cm; masa ciała 14000–35000 kg.

## Systematyka
Rodzaj (w randze podrodzaju w obrębie Megaptera) zdefiniował w 1864 roku angielski zoolog John Edward Gray w artykule poświęconym fiszbinowcom opublikowanym na łamach The Annals and magazine of natural history. Gray wymienił dwa gatunki – Balaenoptera robusta Lilljeborg, 1861 i Megaptera novae-zelandiae J.E. Gray, 1864 (= Balæna Novae Angliae Borowski, 1781) – nie wskazując gatunku typowego; w ramach późniejszego oznaczenia na typ nomenklatoryczny wyznaczono Balaenoptera robusta Lilljeborg, 1861 (pływacz szary). Wcześniejsza nazwa – Cyphonotus – którą opublikował w 1850 również John Edward Gray okazała się młodszym homonimem rodzaju chrząszczy opisanego w 1850 roku.

### Etymologia
- Cyphonotus: gr. κυφος kuphos ‘garb’, od κυπτω kuptō ‘pochylić się’; -νωτος -nōtos ‘-tyły, -grzbiety’, od νωτον nōton ‘tył, grzbiet’[12]. Gatunek typowy (oznaczenie monotypowe): Balaena gibbosa Erxleben, 1777 (= Balaenoptera robusta Lilljeborg], 1861).
- Eschrichtius: prof. Daniel Frederik Eschricht (1798–1863), duński fizjolog, przyrodnik[13][14].
- Rhachianectes (Rachianectes, Rhachionectes): gr. ῥαχια rhakhia ‘skalisty brzeg’; νηκτης nēktēs ‘pływak’, od νηχω nēkhō ‘pływać’[15]. Gatunek typowy (oznaczenie monotypowe): Agaphelus glaucus Cope, 1868 (= Balaenoptera robusta Lilljeborg], 1861).

### Podział systematyczny
Do rodzaju należy jeden występujący współcześnie gatunek:
- Eschrichtius robustus (Lilljeborg, 1861) – pływacz szary

Opisano również gatunek wymarły z plejstocenu:
- Eschrichtius akishimaensis Kimura, Hasegawa & Kohno, 2018